# Fatma Lanouar
Fatma Lanouar (tiếng Ả Rập: فافمة لأنور; sinh ngày 14 tháng 3 năm 1978) là một cựu vận động viên chạy bộ trung bình đến từ Tunisia. Cô được biết đến nhiều nhất với hai lần (2001 và 2005) giành huy chương vàng tại Đại hội Thể thao Địa Trung Hải ở nội dung 1500 mét nữ. Lanouar thiết lập tốt nhất cá nhân của mình (4: 06.91) trong 1.500 mét vào năm 2000. Cô cũng là người giành huy chương bạc tại Jeux de la Francophonie năm 2001.

## Thành tích giải đấu
| Năm                  | Giải đấu                     | Địa điểm                   | Thứ hạng             | Nội dung             | Chú thích            |
| Representing Tunisia | Representing Tunisia         | Representing Tunisia       | Representing Tunisia | Representing Tunisia | Representing Tunisia |
| -------------------- | ---------------------------- | -------------------------- | -------------------- | -------------------- | -------------------- |
| 1997                 | African Junior Championships | Ibadan, Nigeria            | 5th                  | 1500 metres          | 4:25.35              |
| 1999                 | All-Africa Games             | Johannesburg, South Africa | 14th (h)             | 800 metres           | 2:09.78              |
| 1999                 | All-Africa Games             | Johannesburg, South Africa | 12th                 | 1500 metres          | 4:43.11              |
| 2000                 | Olympic Games                | Sydney, Australia          | 26th (h)             | 1500 metres          | 4:11.87              |
| 2001                 | World Indoor Championships   | Lisbon, Portugal           | 15th (h)             | 1500 metres          | 4:16.42 (iNR)        |
| 2001                 | Jeux de la Francophonie      | Ottawa, Canada             | 8th (h)              | 800 metres           | 2:05.39              |
| 2001                 | Jeux de la Francophonie      | Ottawa, Canada             | 2nd                  | 1500 metres          | 4:17.95              |
| 2001                 | Mediterranean Games          | Tunis, Tunisia             | 6th                  | 800 metres           | 2:08.28              |
| 2001                 | Mediterranean Games          | Tunis, Tunisia             | 1st                  | 1500 metres          | 4:10.33              |
| 2001                 | Mediterranean Games          | Tunis, Tunisia             | 6th                  | 4x400 m relay        | 3:47.10              |
| 2003                 | World Indoor Championships   | Birmingham, United Kingdom | 23rd (h)             | 1500 metres          | 4:18.45              |
| 2005                 | Mediterranean Games          | Almería, Spain             | 1st                  | 1500 metres          | 4:10.77              |
| 2006                 | African Championships        | Bambous, Mauritius         | 9th                  | 1500 metres          | 4:34.30              |
| 2007                 | All-Africa Games             | Algiers, Algeria           | 8th                  | 1500 metres          | 4:14.39              |